# Pevnost Suhár
Pevnost Suhár je ománské opevnění v okolí města Suhár, který leží na severu země v guvernorátu Severní al-Batína. Pevnost svou dobu kontrolovali Portugalci, kteří však byli za vlády imáma Násira ibn Muršída al-Járubího (1624–49) vyhnáni. Pevnost se stala správním centrem vládnoucí dynastie al-Busaidů. V roce 1985 byla pevnost ministerstvem zrekonstruována a roku 1993 změněna na muzeum.